# Genex
Genex of Genimex (Wit-Russisch: ГЕНЕКС) is een Wit-Russische luchtvrachtmaatschappij met thuisbasis in Minsk.

## Geschiedenis
Genex werd opgericht in 2006.

## Vloot
De vloot van Genex bestaat uit: (augustus 2018)
- 2 Antonov AN-26B